# Aritranis dubia
Aritranis dubia är en stekelart som först beskrevs av Taschenberg 1865.  Aritranis dubia ingår i släktet Aritranis, och familjen brokparasitsteklar. Arten är reproducerande i Sverige.